# La Nuova Sardegna
 La Nuova Sardegna  est un quotidien italien qui diffuse à 62 000 exemplaires de moyenne. Il fait partie du Gruppo Editoriale L'Espresso qui publie aussi L'espresso.